# Richard O'Ferrall
Richard Anton Patrick Connel O'Ferrall (Paramaribo, 21 de julio de 1855 - 28 de octubre de 1936) fue un maestro, escritor y miembro del Parlamento de Surinam.
Durante la última década del siglo XIX y principios del siglo XX O'Ferrall fue una de las figuras centrales en la vida cultural de Paramaribo. Se graduó de maestro en holandés, francés e inglés y en 1881 escribió acerca de un método para la enseñanza de la lectura inicial. Fue director de una escuela especial para la Educación Primaria Avanzada (ULO) y también director de la puesta en marcha en 1888 de la escuela pública de formación de artesanos que publicó desde 1893 un catálogo de obras y tévnicas constructivas. Con los estudiantes de la clase más alta que formó el grupo teatral Ons Genoegen. Él escribió artículos para la revista De Ambachtsman (El Artesano), pero en ocasiones también para los periódicos locales. El 22 de julio de 1896 en el teatro Thalia de Paramaribo estrenó obra Lucij, la primera obra escrita por un escritor de Surinam.